# Alchemilla ancerensis
Alchemilla ancerensis är en rosväxtart som beskrevs av H. Kalheber. Alchemilla ancerensis ingår i släktet daggkåpor, och familjen rosväxter. Inga underarter finns listade i Catalogue of Life.